# Coleco
Coleco (1932-1989) fue una empresa fundada originalmente en 1932 por Maurice Greenberg como "Connecticut Leather Company". Se convirtió en una exitosa empresa de juguetes en la década de 1980 y se hizo famosa por productos como sus consolas de videojuegos Coleco Telstar, Coleco Adam y ColecoVision.

## Historia
Coleco fue fundada en 1932 por Maurice Greenberg como la "Connecticut Leather Company" para vender cuero a los zapateros. Esto generó un negocio de kits artísticos de cuero en los años 50 que a su vez condujo a la venta de piscinas de plástico en los años 60. Se liquidó entonces el negocio del cuero. La empresa es sobre todo conocida por producir las videoconsolas Coleco Telstar y ColecoVision.
Bajo la dirección de Arnold Greenberg, la empresa entra en el negocio de las consolas de videojuegos con la Telstar en 1975. Docenas de empresa lanzaban consolas tras del éxito de la Atari Pong. Casi todas ellas se basaban en el integrado "Pong-on-a-chip" de General Instrument. Sin embargo, General Instrument había subestimado la demanda y había problemas de suministro; pero Coleco fue una de las primeras en cursar su pedido, y por ello una de las pocas en recibirlo completo. Aunque las consolas dedicadas no duraron mucho en el mercado, gracias a su temprana orden Coleco alcanzó el punto de rentabilidad.
Mientras que el mercado de consolas dedicadas tuvo corta vida, Coleco continúa en el negocio de la electrónica. Pasa a fabricar consolas de mano, un mercado popularizado por Mattel. Coleco produce dos líneas de juegos muy populares, la serie "head to head" de juegos deportivos para dos jugadores, y la serie de mini-arcade licenciados de las recreativas.

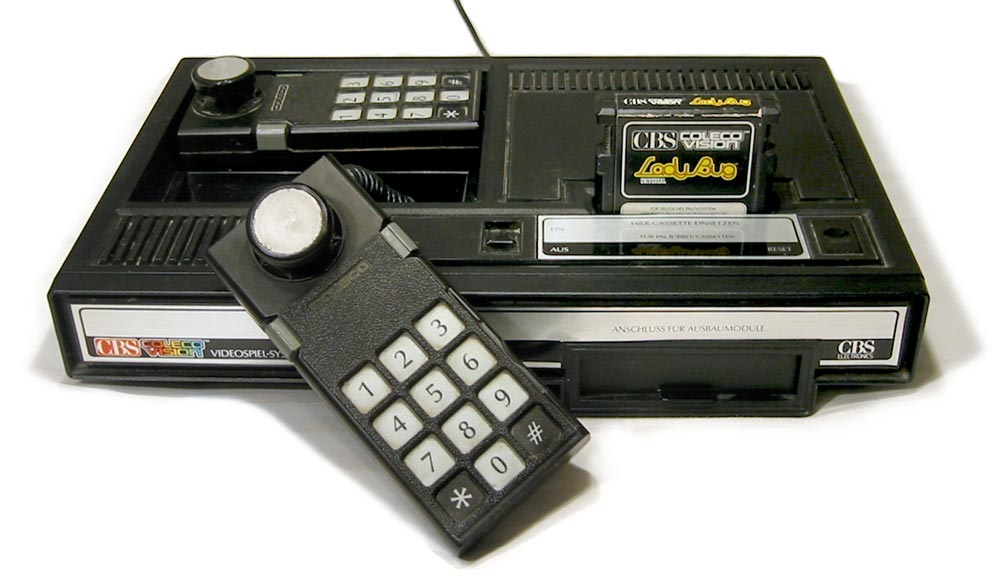
Consola ColecoVision.

Coleco vuelve al mercado de videoconsolas en 1982 con el lanzamiento de la ColecoVision. El sistema fue muy popular, y Coleco aumentó su apuesta por los videojuegos introduciendo dos líneas de cartuchos, una para la Atari 2600 y otra para la Mattel Intellivision. También lanzó la Coleco Gemini, un clon de la Atari 2600.
Cuando el mercado del videojuego comenzó a colapsarse en 1983, parecía claro que las videoconsolas serían sustituidas por los ordenadores domésticos. Coleco hace su transición lanzando el Coleco Adam. Por desgracia resultó un enorme error de cálculo. El Adam falló porque los primeros Adams eran a menudo poco fiables. A finales de 1984 Coleco se retira completamente de la electrónica al borde de la bancarrota.
También en 1983, Coleco lanza la serie de muñecas Cabbage Patch Kids que son un éxito de ventas. En 1986, lanzan un muñeco de felpa del popular ALF, a la vez que una versión parlante y el muñeco con reproductor de casete "Storytelling ALF". Tiene también tres líneas de figuras de acción de Rambo, Starcom y Sectaurs (todas basadas en series o películas). Pero el éxito de los muñecos no bastó para parar la marea de números rojos provocados por el Coleco Adam, y la empresa quebró. En 1989, los activos de Coleco fueron comprados por Hasbro.
En 2005, River West Brands, una empresa de Chicago, reintrodujo Coleco y la ColecoVision en el mercado. Desde 2011 no se observa actividad en esta página por lo que se piensa que Coleco quedó abandonado otra vez.

## Juguetes de Coleco
- Coleco Telstar
- ColecoVision
- Coleco Gemini
- Coleco Adam
- ALF
- Cabbage Patch Kids
- Rambo